# Obaga de Baiarri
L'Obaga de Baiarri és una obaga del terme municipal de Conca de Dalt, dins de l'antic terme de Claverol, al Pallars Jussà. Es troba en territori de l'antic enclavament dels Masos de Baiarri.
Està situat a la part nord de l'enclavament, a l'esquerra del barranc de l'Infern, al nord dels Rocs del Solà de Baiarri i de la Roca de les Tosques. És també a l'esquerra del darrer tram del barranc de les Llaus.